# Kyle Kubitza
Kyle Andrew Kubitza (né le 15 juillet 1990 à Arlington, Texas, États-Unis) est un ancien joueur de troisième but de la Ligue majeure de baseball.

## Carrière
Joueur des Bobcats de Texas State, Kyle Kubitza est repêché au 3e tour de sélection par les Braves d'Atlanta en 2011. Il passe aux Angels de Los Angeles le 8 janvier 2015 dans un échange de trois joueurs de ligues mineures, le releveur droitier Nate Hyatt et le lanceur gaucher de 17 ans Ricardo Sanchez passant aux Braves.
Il fait ses débuts dans le baseball majeur avec les Angels le 10 juin 2015. À son premier match, il réussit dès son premier passage au bâton son premier coup sûr, aux dépens du lanceur Erasmo Ramírez des Rays de Tampa Bay.